# Pakeha media
Pakeha media är en spindelart som beskrevs av Forster och Wilton 1973. Pakeha media ingår i släktet Pakeha och familjen mörkerspindlar. Inga underarter finns listade i Catalogue of Life.